# T Coronae Borealis
T Coronae Borealis eller  Nova Coronae Borealis 1946 är en rekurrent nova i stjärnbilden Norra kronan. Den har vanligen magnitud på ungefär 10, vilket är gränsen för en typisk fältkikare. Den har haft observerade utbrott vid två tillfällen. 12 maj 1866 nådde den magnitud 2,0 och 9 februari 1946 magnitud 3,0.  Nya uppgifter ger vid handen att novan 1866 hade magnitud i maximum 2,5 ± 0,5.
Upptäckten 1866 gjordes av den irländske astronomen John Birmingham. Stjärnan är en av cirka 10 kända rekurrenta novor i Vintergatan. Nästa utbrott förväntas under 2024.[Uppdatering behövs]

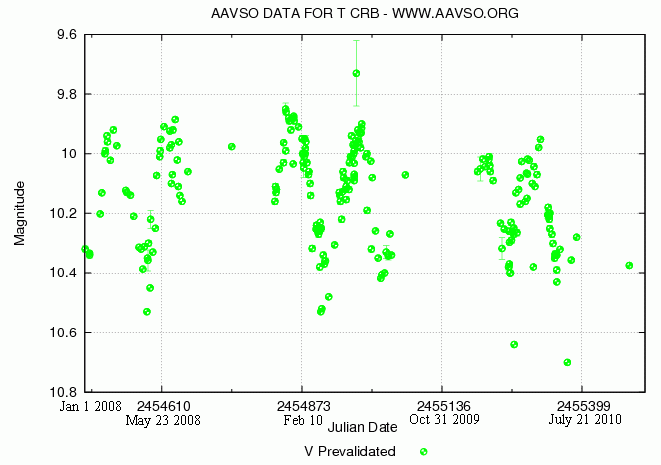
AAVSOs (American Association of Variable Star Observers) ljuskurva för T CrB från 1 januari 2008 till 17 november 2010. Ökande ljusstyrka uppåt, dagarna numrerade enligt juliansk datering.